# Claude Darget
Claude Darget (26 de enero de 1910 – 26 de marzo de 1992) fue un presentador televisivo de nacionalidad francesa, uno de los pioneros de las emisiones de TV de su país.

## Biografía
Nacido en París, Francia, era conocido por sus comentarios personales, ácidos o sonrientes, en el noticiario de la R.T.F. que él presentaba. Philippe Bouvard le describía como "un defensor del consumidor en materia de información".
El papel de Claude Darget y de otros presentadores de noticias se desvaneció cuando Alain Peyrefitte fue nombrado ministro de información, declarando a Leon Zitrone que "el periodista debe desaparecer ante la información". Darget se limitó entonces a dos emisiones: una de filatelia, a la cual era aficionado, y otra que presentó a partir de 1952 con Frédéric Rossif, La Vie des animaux, en la cual continúa con sus fuertes comentarios, aunque sin ningún trasfondo político.
En mayo de 1968 varios periodistas de la ORTF se declararon en huelga, protestando contra la presión del Estado sobre su libertad de extresión. El presidente Charles de Gaulle consideró el gesto como una traición en un momento en el que el país atravesaba una grave crisis. Hubo muchos despidos, entre ellos el de Claude Darget, que se retiró para ocuparse únicamente de sus actividades filatélicas.
Claude Darget falleció en 1992.

## Selección de sus actuaciones
- 1958 : Chéri, fais-moi peur, de Jacques Pinoteau
- 1958 : À pied, à cheval et en spoutnik!, de Jean Dréville
- 1961 : Le Président, de Henri Verneuil
- 1965 : Un milliard dans un billard, de Nicolas Gessner
- 1967 : Le Petit Baigneur, de Robert Dhéry
- 1980 : La Banquière